# Emily Arthur
Emily Arthur, née le 24 avril 1999 , est une snowboardeuse australienne. Elle fait partie de l'équipe olympique australienne pour l'épreuve de Half-pipe lors des jeux olympiques d'hiver de 2018.
Elle est le porte-drapeau de l'Australie aux Jeux olympiques d'hiver de la jeunesse de 2016 à Lillehammer, où elle remporte une médaille d'argent en half-pipe.